# Guillaume de Lisle (prélat)
Pour l'homme politique, voir Guillaume de Lisle.
Guillaume Leschallier de Lisle, plus connu sous le nom Guillaume de Lisle, né le 8 décembre 1971 à Pau, est un prélat catholique français, évêque auxiliaire de Meaux depuis le 15 octobre 2021.

## Biographie

### Origines familiales
Guillaume Leschallier de Lisle est issu d'une famille de la bourgeoisie originaire de Vendée,. Parmi les membres de sa famille nous pouvons citer Gabriel Julien Leschallier de Lisle, né en 1768, officier de l’armée catholique et royale. Il fit toutes les campagnes des guerres de Vendée de 1793 à 1815. Arrêté en décembre 1793 dans les marais de Savenay, il fut condamné à mort et ne dut son salut qu’à la chute de Robespierre. Sous la Restauration, il reçut un sabre d’honneur pour ses services. Jules Henri Leschallier de Lisle, né en 1841, maire de Cerizay, conseiller général des Deux-Sèvres. Alfred Leschallier de Lisle, né en 1881, maire de Cerizay, conseiller général des Deux-Sèvres. Henri Leschallier de Lisle, né en 1911, maire de Cerizay. Xavier Leschallier de Lisle, né en 1921, décédé en 2012, résistant, déporté, chevalier de la Légion d’honneur et croix de guerre.

### Études
Il étudie au séminaire des Carmes[Quand ?] avant de poursuivre au séminaire français de Rome. Il obtient[Quand ?] une licence en théologie dogmatique à l'Université pontificale grégorienne.

## Principaux ministères

### Prêtre
Il est ordonné prêtre pour le diocèse de Meaux le 25 juin 2000. Il est ensuite nommé vicaire au secteur paroissial de Savigny-le-Temple, Cesson, Nandy et Vert-Saint-Denis de 2001 à 2004. De 2006 à 2010, il assure la mission de prêtre accompagnateur du service diocésain de la catéchèse puis, en 2013, la responsabilité du service diocésain des vocations. La même année, il devient curé in solidum du pôle missionnaire du Val d’Europe. L’année suivante, il est curé du pôle missionnaire de Melun. En 2018, il devient membre du Conseil pastoral diocésain.
Le 1er janvier 2020, il devient chanoine du Chapitre de la cathédrale de Meaux, puis nommé recteur de la cathédrale Saint-Étienne de Meaux, en septembre 2020.

### Évêque
Le 15 octobre 2021, le pape François le nomme évêque auxiliaire du diocèse de Meaux avec pour siège titulaire celui de Pisita et installé à cette charge le 28 novembre 2021. Il est ordonné évêque le 28 novembre 2021 en la cathédrale Saint-Étienne de Meaux par Michel Aupetit, archevêque métropolitain de Paris assisté de Jean-Yves Nahmias, évêque de Meaux et Antoine Hérouard, évêque auxiliaire de Lille et délégué apostolique pour le Sanctuaire de Lourdes, en présence de Celestino Migliore, nonce apostolique en France.
Il est le premier prêtre de Seine-et-Marne ordonné évêque à Meaux depuis Auguste Allou en 1839.